# Вінніпегосіс
Вінніпегосіс (англ. Lake Winnipegosis) — велике озеро в провінції Манітоба, Канада, приблизно в 300 км на північний захід від міста Вінніпег. Це озеро є другим за розміром з трьох великих озер у центральній частині провінції Манітоба.
Назва озера утворена від «Вінніпег» за допомогою зменшувального суфікса. Оскільки «Вінніпег» означає «велика каламутна вода», то «Вінніпегосіс» означає «мала каламутна вода».
Для охорони природи на берегах озера створено два заказники — заказник Берч-Айленд на острові Берч і дрібних островах навколо нього і заказник Чітек Лейк на східному березі озера.